# Лозовий Костянтин Митрофанович
Костянтин Митрофанович Лозови́й (нар. 14 січня 1930, Чуднів — пом. 4 травня 1976, Ужгород) — український радянський скульптор; член Спілки художників України з 1963 року.

## Біографія
Народився 14 січня 1930 року в місті Чуднові (тепер Житомирська область, Україна). 1958 року закінчив Львівський інститут прикладного та декоративного мистецтва (викладачі Вітольд Манастирський, Іван Севера, Луїза  Штернштейн). Член КПРС.
Жив в Ужгороді, в будинку на вулиці Золотій № 24. Помер в Ужгороді 4 травня 1976 року.

## Творчість
Працював в галузі станкової та монументальної скульптури. Створював композиції у техніках карбування та різьблення. 
Серед робіт:

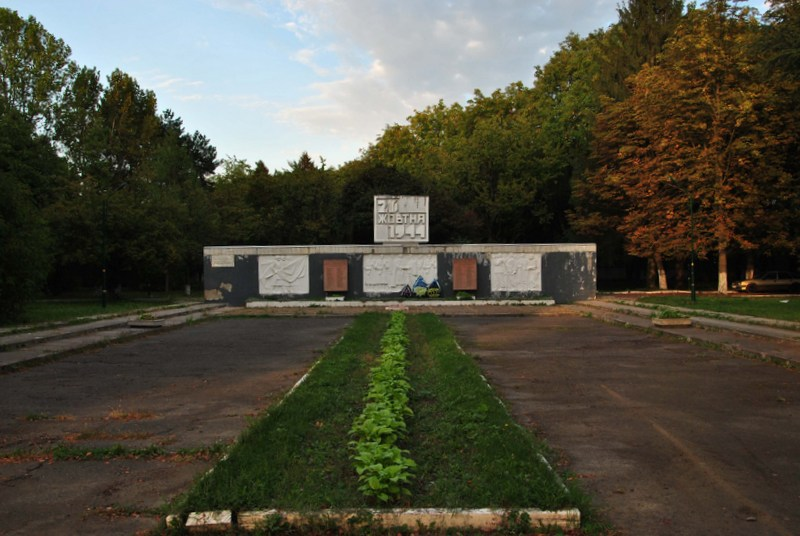
Монумент Слави.

- «Портрет Героя Радянського Союзу Олекси Борканюка» (1960, у співавторстві з Михайлом Поповичем);
- «Лісоруб» (1960);
- «Кобзар» (1964);
- «Партизан» (1965);
- монумент Слави в Мукачевому (1969, у співавторстві з Михайлом Поповичем);
- «Закохані» (1969);
- «Сім’я» (1969);
- «Подруги» (1972);
- «Птиці» (1973);
- «Праця» (1974);
- «Джордано Бруно перед інквізицією» (1974);
- «Солекоп» (1975).

Брав участь у республіканських виставках з 1960 року.